# Lomnistá dolina

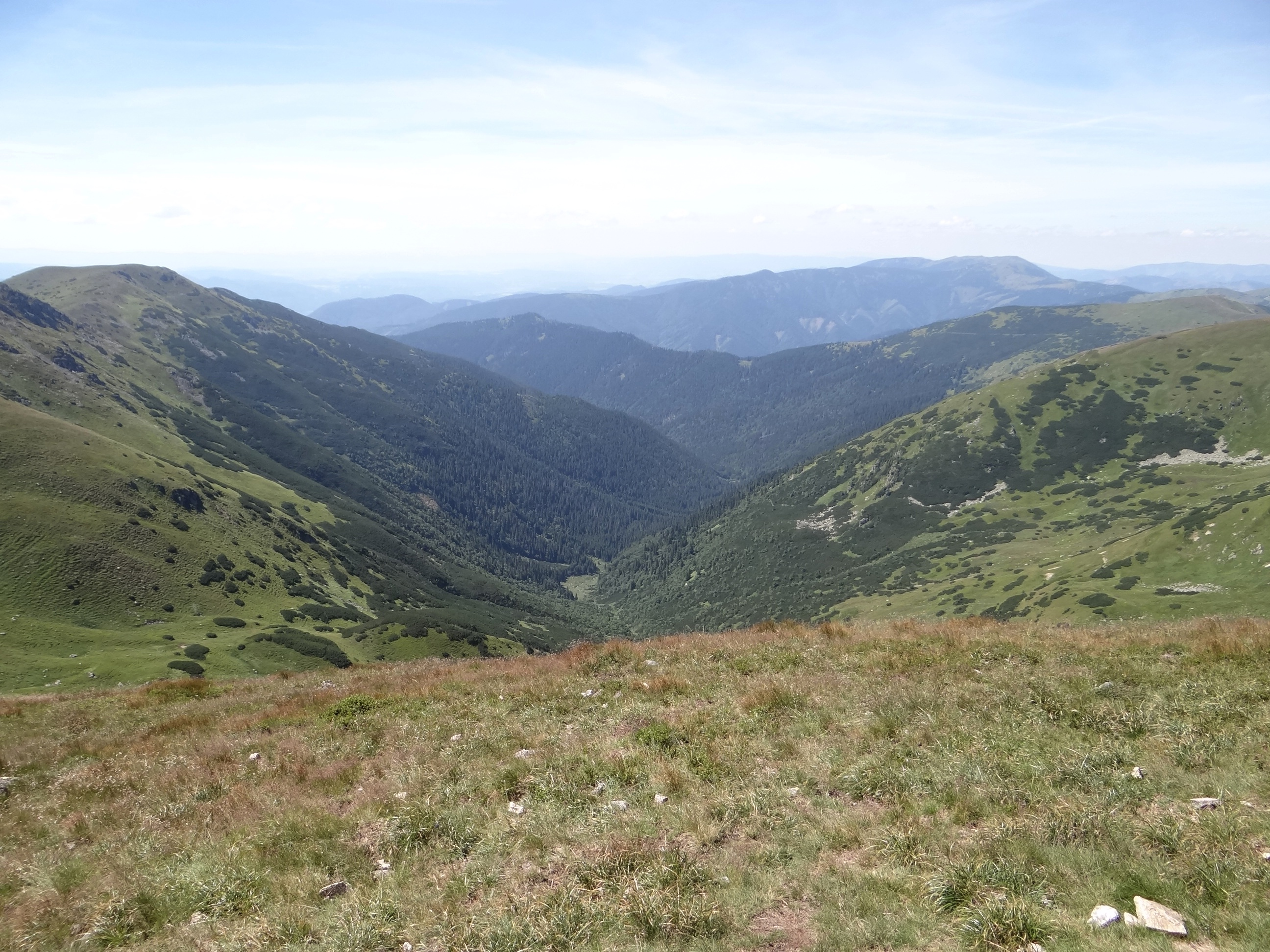
Górna część doliny

Lomnistá dolina (w tłumaczeniu na jęz. polski: Dolina Łomnista) – dolina walna w Niżnych Tatrach na Słowacji. Znajduje się w zachodniej (tzw. dziumbierskiej) części Niżnych Tatr, na południowej stronie ich głównego grzbietu, w całości w granicach powiatu Brezno. Ma wylot w miejscowości Jasenie.

## Topografia
Górą podchodzi pod główną grań Niżnych Tatr na odcinku od szczytu Ďurková (1750 m) po szczyt Kotliská (1937 m). Zachodnie ograniczenie doliny tworzy południowy grzbiet Ďurkovej opadający do Doliny Górnego Hronu. W grzbiecie tym, w kolejności od góry na dół znajdują się: Struhárske sedlo (1355 m), masywny Struhár (1471 m) i Obrštín (1008 m). Ograniczenie wschodnie tworzy południowy grzbiet szczytu Kotliská opadający poprzez szczyty Skalka (1980 m), Žiarska hoľa (1844 m), Žiar (1408 m) i Strmý vrštek (809 m) również do doliny Hronu. Dnem doliny spływa potok Lomnistá.

## Opis doliny
Dolina nie posiada bocznych odgałęzień, jest wąska i kręta. Wyróżnia się w niej typowe dla gór piętra: regiel, piętro kosodrzewiny i piętro halne. Większą część doliny porasta las, ponad nim kosodrzewina, a najwyższe partie doliny (w grani głównej) są trawiaste.
Doliną prowadzi droga jezdna, dostępna dla pojazdów do miejsca zwanego Asmolovova chata (ok. 1060 m n.p.m., ok. 13 km powyżej wsi Jasenie). Tu parking, a przy drodze miejsce piknikowe ze stołami i ławami. Obok niewielki pomniczek upamiętniający śmierć trzech partyzantów, uczestników słowackiego powstania narodowego. Nieco wyżej na stoku pod lasem drewniana chata, która w zimie 1944/45 była siedzibą głównego sztabu wojsk powstańczych pod dowództwem płka Aleksieja N. Asmołowa. Obecnie mieści się w niej skromna izba pamiątkowa. Obok rekonstrukcje ziemianek partyzanckich.
W górnej części doliny, u południowych podnóży Chabenca, na wysokości około 1300 m n.p.m. znajduje się pomnik poświęcony pamięci Jána Švermy – czeskiego komunistycznego polityka, uczestnika słowackiego powstania narodowego, który zmarł tu z wyczerpania 10 listopada 1944 r. podczas tzw. „marszu śmierci” – wycofywania się powstańców w góry po upadku powstania.
Większa część wschodnich zboczy doliny (poza wspomnianą drogą) oraz górna część zboczy zachodnich znajduje się w obrębie Parku Narodowego Niżne Tatry. Ponadto najwyższe partie zboczy wschodnich objęte są ochroną ścisłą w ramach rezerwatu przyrody Skalka.

## Turystyka
Dnem doliny biegnie asfaltowa szosa, w górnych partiach już tylko ścieżki. Doliną prowadzi szlak turystyki pieszej i rowerowej oraz ślepa odnoga szlaku turystyki pieszej do pomnika Jána Švermy.
  Jasenie – rozdroże Pod Obrštinom – Lomnistá dolina – Asmolovova chata – Struhárske sedlo – schron Ďurková – Sedlo Ďurkovej. Czas przejścia: 5 h, ↓ 3.50 h
  Asmolovova chata – pomnik J. Švermy. Czas przejścia: 40 min, ↓ 20 min
 Jasenie – rozdroże Pod Obrštinom – Lomnistá dolina – Asmolovova chata – Struhárske sedlo – Jasenianská dolina – leśniczówka Predsuchá – Suchá dolina – Panské sedlo – sedlo Kopcová – Ráztocké lazy – Ráztoka – Nemecká
W dolnej części doliny, na obrzeżu lasu, znajduje się niewielki ośrodek rekreacyjny, a na nim basen kąpielowy i hotel.